# Costa Rica nos Jogos Olímpicos de Verão de 2016
Costa Rica participou dos Jogos Olímpicos de Verão de 2016, que foram realizados na cidade do Rio de Janeiro, no Brasil, entre os dias 5 e 21 de agosto de 2016.

## Natação
| Atleta           | Prova           | Eliminatórias | Eliminatórias | Semifinal   | Semifinal   | Final       | Final       |
| Atleta           | Prova           | Tempo         | Pos.          | Tempo       | Pos.        | Tempo       | Pos.        |
| ---------------- | --------------- | ------------- | ------------- | ----------- | ----------- | ----------- | ----------- |
| Maria Laura Meza | 100 m borboleta | 1:02,01       | 36º           | Não avançou | Não avançou | Não avançou | Não avançou |